# Маріанна Боцян
Маріанна Боцян (24 квітня 1942, Белчонць — 5 квітня 2003, Радинь-Підляський) — польська поетеса.

## Біографія
Маріанна Боцян після середньої школи, закінчила технікум фрезерування в Краєнці, з дипломом технолога фрезерування та техніка. У 1962 році вона розпочала навчання на факультеті польської філології та філософії Вроцлавського університету. Дебютувала в 1968 році зі збіркою віршів під назвою «У пошуках причини». Наприкінці 1960-х років вона співпрацювала з літературною групою «Агора» . У 1970-х роках вона була пов'язана з рухом фігурної поезії. Вона була авторкою трьох персональних виставок фігурної поезії. Публікувалась у виданнях «Одра», «Контраст» та «Аканта». Під час воєнного стану публікувала статті та рецензії під кількома псевдонімами в підпільній пресі. З 1972 року бібліотекар та координатор зустрічей авторів, організованих Воєводською та Міською публічною бібліотекою у Вроцлаві. У 1981 році член редакції тижневика «Odrodzenie» в Єленя-Гурі, редактор щомісячника «Nowator».
Член Асоціації польських письменників (1973–1981). З 1979 року вона була розповсюджувачем незалежних видавництв, зокрема: «Robotnik», «Biuletyn Informacyjny», KSS KOR , співробітницею SKS, незалежного журналу «Tematy». З 1980 року публікується в незалежній газеті «Biuletyn Dolnośląski». З 1981 року співорганізатор Вроцлавських тижнів християнської культури .
Після 13 грудня 1981 року співорганізатор незалежних заходів культурного життя, переважно вечірніх поетичних зустрічей у приватних квартирах, церквах, студентських гуртожитках та академічних капеланах; з березня 1982 року член редакційної колегії андеграундного журналу «Wolna Kultura», з 1983 року андеграундного щоквартального журналу «Obecność»  ; автор статей у підпільних журналах. До 1 травня 1983 року її превентивно затримала Служба безпеки на 48 годин.
У 1989 році співорганізатор вроцлавського відділення Польської асоціації письменників. У 1990-х роках вона проводила поетичні майстер-класи та заняття з риторики в кількох середніх школах. Як волонтерка, вона проводила заняття з психотерапії у дитячому відділенні онкологічної клініки у Вроцлаві.
Протягом багатьох років була пов'язана з Вроцлавом.
Поетесу поховали у родинній гробниці в Чемерниках у Люблінському воєводстві.

## Творчість

### Поезія
- Poszukiwanie przyczyny (1966) під псевдонімом Ян Белченцький
- Wieża Babel Pospolita (1972)
- 14 wierszy (1973)
- Monodram Odejście Kaina (1973, виконана на VIII OFTIA)
- Narastanie (1975, Вроцлав, Національний інститут імені Оссолінських)
- Proste nieskończone (1977, Вроцлав, Національний інститут імені Оссолінських)
- Scalone z rozkładu (1977, ISBN 83-912803-9-X)
- Na marginesie historii Marsjasza i Apolla, esej krytycznoliteracki (1978, Вроцлав, Biblioteka "Agory")
- Odejście Kaina (проза), (1979, Вроцлав)
- Actus hominis (1979, Варшава, Wydawnictwo Czytelnik)
- Strzępy fotografii (1979, Biblioteka "Agory")
- Ograniczone z nieograniczonego (1982, Вроцлав, Zakład Narodowy im. Ossolińskich, ISBN 83-04-01063-1)
- Odczucie i realność (1983)
- Przebudzeni do życia (proza) (1984, Варшава)
- Gnoma (1986, Kłodzko)
- Spojenie (1988, Вроцлав, Wydawnictwo Dolnośląskie, ISBN 83-7023-026-1)
- Stan stworzenia (1989, Варшава, Państwowy Instytut Wydawniczy, ISBN 83-06-01835-4)
- Narodziny słowa (1991) – вірші для дітей
- W kręgu stanów ludzkich (1995)
- Bliskie i konieczne (1998, Вроцлав, ISBN 83-900939-2-8)